# IC 2051
IC 2051 ist eine Balken-Spiralgalaxie vom Hubble-Typ SBbc im Sternbild Tafelberg am Südsternhimmel. Sie ist schätzungsweise 70 Millionen Lichtjahre von der Milchstraße entfernt und hat einen Durchmesser von etwa 55.000 Lichtjahren.
Das Objekt wurde im Dezember 1900 vom US-amerikanischen Astronomen DeLisle Stewart entdeckt.